# Nekrolog 1371
Nekrolog
◄◄
| ◄
| 1367
| 1368
| 1369
| 1370
| 1371 | 1372 | 1373 | 1374 | 1375 | ► | ►►
Weitere Ereignisse | Allgemeiner Nekrolog 1371
Die Beschreibung der verstorbenen Person sollte so kurz wie möglich gehalten sein und nur deren signifikante Tätigkeit(en) enthalten.
Neue Namen ggf. auch unter dem Geburts- und Sterbedatum, also etwa unter 1. Januar und im Geburts- und Sterbejahr (2024) eintragen (nur bei entsprechender großer Wichtigkeit). Für Beispiele siehe die schon vorhandenen Artikel.
Außerdem über die fünf zuletzt Verstorbenen, zu denen es einen ausreichend guten Artikel für eine Präsentation auf der Hauptseite gibt, nach der todesbedingten Überarbeitung der Artikel ggf. auch unter Wikipedia Diskussion:Hauptseite informieren und sie am besten auch in den anderen Wikipedia-Sprachversionen eintragen. Tipp: Regelmäßig bei news.google.de nach „ist tot“, „gestorben“ oder „verstorben“ suchen.
Wenn eine Person gestorben ist, gibt es viele Seiten zu dieser Person in der Wikipedia, die davon auch betroffen sind und entsprechend aktualisiert werden müssen. Beispiele: Namenübersichtsseite, Geburtsjahr, Geburtsort-Seiten und viele mehr.
Wie finde ich die betroffenen Seiten?
Im Suchfeld auf der linken Seite gibt man den Suchbegriff so ein: „Vorname Nachname“. Dann klickt man auf Volltext und alle Seiten mit entsprechendem Suchtext werden aufgerufen. Hier sieht man dann schnell, wo auch das Todesjahr Sinn macht oder sogar ein Teil des Artikels angepasst werden muss. Auch hilft das „Werkzeug“ auf der linken Seite sehr gut, um solche Seiten aufzufinden: „Links auf diese Seite“. Somit ist die Wikipedia wieder aktuell in allen Bereichen! Hinweis: bei Eintragung der Kategorie „Gestorben JAHR“ wird der Missbrauchsfilter 49 ausgelöst, was jedoch nicht schlimm ist. Siehe: Spezial:Missbrauchsfilter/49
Dies ist eine Liste von im Jahr 1371 verstorbenen bekannten Persönlichkeiten. Die Einträge erfolgen innerhalb der einzelnen Daten alphabetisch sortiert. Tiere sind im Nekrolog für Tiere zu finden.

## Januar
| Tag       | Name                                       | Beruf, bekannt als  | Alter | Beleg |
| --------- | ------------------------------------------ | ------------------- | ----- | ----- |
| 8. Januar | William Ferrers, 3. Baron Ferrers of Groby | englischer Adeliger | 37    |       |

## Februar
| Tag         | Name               | Beruf, bekannt als           | Alter | Beleg |
| ----------- | ------------------ | ---------------------------- | ----- | ----- |
| 12. Februar | Gerlach von Nassau | Erzbischof von Mainz         |       |       |
| 17. Februar | Iwan Alexander     | Zar der Bulgaren             |       |       |
| 21. Februar | Gottfried IV.      | Graf der Grafschaft Arnsberg |       |       |
| 22. Februar | David II.          | König von Schottland         | 46    |       |

## März
| Tag      | Name               | Beruf, bekannt als                                                                                   | Alter | Beleg |
| -------- | ------------------ | --- | ----- | ----- |
| 4. März  | Johanna von Évreux | Königin von Frankreich (1326–1328)                                                                   |       |       |
| 26. März | Nikolaus von Laun  | Augustiner-Chorherr und Provinzial der bayerisch-böhmischen Ordensprovinz; Weihbischof in Regensburg |       |       |

## April
| Tag       | Name                   | Beruf, bekannt als                 | Alter | Beleg |
| --------- | ---------------------- | ---------------------------------- | ----- | ----- |
| 21. April | Eberhard V. von Walsee | Landeshauptmann von Oberösterreich |       |       |

## Juni
| Tag      | Name                 | Beruf, bekannt als                                                   | Alter | Beleg |
| -------- | -------------------- | -------------------------------------------------------------------- | ----- | ----- |
| 23. Juni | Johann von Virneburg | gewählter Erzbischof von Köln, Bischof von Münster sowie von Utrecht |       |       |

## Juli
| Tag      | Name                     | Beruf, bekannt als                                       | Alter | Beleg |
| -------- | ------------------------ | -------------------------------------------------------- | ----- | ----- |
| 26. Juli | Rudolf von Sachsenhausen | Burggraf von Friedberg, Schultheiß von Frankfurt am Main |       |       |

## August
| Tag        | Name            | Beruf, bekannt als                                         | Alter | Beleg |
| ---------- | --------------- | ---------------------------------------------------------- | ----- | ----- |
| 10. August | Akashi Kakuichi | Mönch des japanischen Mittelalters                         |       |       |
| 22. August | Guido           | Graf von Ligny und Saint-Pol, Herr von Roussy und Beauvoir |       |       |
| 24. August | Eduard          | Herzog von Geldern                                         | 35    |       |

## September
| Tag           | Name        | Beruf, bekannt als                                                  | Alter | Beleg |
| ------------- | ----------- | ------------------------------------------------------------------- | ----- | ----- |
| 13. September | Jan Neplach | Klosterabt, Berater Karls IV., böhmischer Chronist des Mittelalters | 49    |       |
| 20. September | Johann I.   | Graf von Nassau-Weilburg (1355–1371)                                |       |       |

## Dezember
| Tag         | Name           | Beruf, bekannt als | Alter | Beleg |
| ----------- | -------------- | ------------------ | ----- | ----- |
| 4. Dezember | Rainald III.   | Herzog von Geldern | 38    |       |
| Dezember    | Stefan Uroš V. | König Serbiens     |       |       |

## Datum unbekannt
| Tag | Name                              | Beruf, bekannt als                                       | Alter | Beleg |
| --- | --------------------------------- | -------------------------------------------------------- | ----- | ----- |
|     | Adelhaid von Lupfen               | Äbtissin des Damenstifts Buchau                          |       |       |
|     | Adelheid von Hessen               | Königin von Polen                                        |       |       |
|     | Johann Klingenberg                | Ratsherr der Hansestadt Lübeck                           |       |       |
|     | Hermann von Werberg               | Herrenmeister des Johanniterorden der Balley Brandenburg |       |       |
|     | Vukašin Mrnjavčević               | serbischer Adeliger                                      |       |       |
|     | Jovan Uglješa                     | Despot von Serres                                        |       |       |
|     | Thomas de Vere, 8. Earl of Oxford | englischer Magnat                                        |       |       |
|     | Walter de Coventre                | schottischer Geistlicher, Bischof von Dunblane           |       |       |
|     | ʿUbaid-i Zākānī                   | persischer Dichter und Prosaiker                         |       |       |